# ديفيد أورلاندو
ديفيد أورلاندو هو لاعب كرة قدم سويسري في مركز الهجوم، ولد في 13 أكتوبر 1971. لعب مع نادي بيلينزونا.